# Шихэцзы
Шихэцзы́ (кит. упр. 石河子, пиньинь Shíhézǐ, уйг. شىخەنزە‎) — городской уезд в Синьцзян-Уйгурском автономном районе КНР. Не входит ни в какие административные единицы, а подчиняется напрямую правительству автономного района. Название городского уезда взято от названия местной речки.

## География
Город находится примерно в 136 километрах от столицы автономного района — Урумчи. Расположен на западном берегу реки Манас. Несмотря на то, что Шихэцзы практически со всех сторон окружен территорией Чанцзи-Хуэйского автономного округа (с севера, востока и запада), включая древнюю восточную часть, которая известна как город Хуэй уезда Манас, он не является его частью.
Средняя высота над уровнем моря — 450,8 м.
Среднегодовое количество осадков — 125,0～207,7 мм.
Рекордное количество осадков — 14 августа 1999 года, осадки в виде дождя — 39,2 мм; 3 января 2000 года — осадки в виде снега — 19,6 мм.

## История
Во времена империи Цин эти земли входили в состав уезда Суйлай (绥来县), и в те времена здесь были лишь почтовые станции, где гонцы могли менять лошадей на свежих. В 1917 году в этих местах проживало всего лишь порядка 20 семей. Так как русло местной речки (впадающей в Манас) было полно камней, то её называли Шихэцзы («Река из камней»).
В феврале 1950 года генерал Ван Чжэнь, бывший тогда первым секретарём Синьцзянского комитета КПК, выбрал эти места в качестве базы для размещения частей НОАК. Выстроенная здесь инфраструктура стала центром целого сельскохозяйственного района, подчинённого армии. В 1971 году Шихэцзы официально получил статус городского уезда, напрямую подчинённого правительству Синьцзян-Уйгурского автономного района.
В 1974 году был расформирован Синьцзянский производственно-строительный корпус, и был создан округ Шихэцзы (石河子地区), власти которого разместились в городском уезде Шихэцзы. В 1979 году округ Шихэцзы был расформирован, а входившие в него земли — разделены между городским уездом Шихэцзы и уездами Манас и Шавань.

## Население
Большинство населения (94,6 %, или 359 602 чел из 380 130 чел. на 2010 год) представлено ханьцами, около 5,4 % населения приходилось на национальные меньшинства.

## Административное деление
Шихэцзы делится на 5  уличных комитетов.

## Экономика
Наиболее важные отрасли промышленности — текстильная и пищевая. Шихэцзы связан железнодорожным сообщением с Урумчи и Усу, которое было создано при участии ООН (проект по развитию системы сообщений). Основная занятость населения — на предприятиях текстильной промышленности. С момента основания город связан с окружающими хозяйствами СПСК. В пищевой промышленности выделяется производство сахара из сахарной свёклы. В 1990-е годы началось возделывание хлопка, которое получило значительное развитие.
В Шихэцзы расположена Зона экономического и технологического развития, в которой базируются предприятия компаний Xinjiang Tianfu Energy (электроэнергия), Tianshan Aluminum (алюминий), Huaxing Glass (стекло), Hoshine Silicon Industry (солнечные панели), HuaFang Textile (текстиль), Xinjiang Western Animal Husbandry и Yurun Food Group (пищевые продукты).
Компания Ursa Aeronautical производит крупные беспилотные летательные аппараты гражданского назначения.

## Транспорт
Через город проходит национальная трасса №32.

## Образование
В Шихэцзы находится второй по величине в СУАР университет — Университет Шихэцзы, в котором учится около 40 тыс. студентов.